# 朱惕之
朱惕之，臺灣政治人物，現任新北市副市長，曾畢業於台灣科技大學，之後在桃園縣任職，後來又出任新北市政府副秘書長。